# Jamie Gregg
Jamie Roy Gregg (ur. 18 marca 1985 roku w Edmonton) – kanadyjski łyżwiarz szybki.

## Kariera
Największy sukces w karierze Jamie Gregg osiągnął w 2013 roku, kiedy zajął czwarte miejsce podczas mistrzostw świata w sprincie w Salt Lake City. Zajmował tam drugie miejsce w obu biegach na 500 m, trzynaste miejsce w pierwszym biegu na 1000 m oraz czwarte w drugim biegu na 1000 m. Ostatecznie walkę o brązowy medal przegrał tam z Heinem Otterspeerem z Holandii o zaledwie 0,015 pkt. W tej samej konkurencji był też między innymi szósty na rozgrywanych dwa lata wcześniej mistrzostwach świata w Heerenveen. Jego najlepszym wynikiem było tam piąte miejsce w drugim biegu na 500 m. W 2011 roku szóste miejsce zajął również w biegu na 500 m podczas dystansowych mistrzostw świata w Inzell. W 2010 roku wystąpił na igrzyskach olimpijskich w Vancouver, zajmując ósme miejsce w biegu na 500 m. Cztery lata później, podczas igrzysk w Soczi, na tym samym dystansie zajął jedenastą pozycję. Kilkukrotnie stawał na podium zawodów Pucharu Świata, odnosząc przy tym jedno zwycięstwo: 9 marca 2012 roku w Berlinie był najlepszy na 500 mm. Najlepsze wyniki osiągnął w sezonie 2012/2013, kiedy był piąty w klasyfikacji końcowej 500 m.
Jest synem kanadyjskiej panczenistki Kathy Vogt oraz hokeisty Randy'ego Gregga. Jego siostra, Jessica, oraz żona, Danielle Wotherspoon również uprawiają łyżwiarstwo szybkie.